# NGC 6876
NGC 6876 (другие обозначения — PGC 64447, ESO 73-35, AM 2014-710) — эллиптическая галактика (E3) в созвездии Павлин.
Этот объект входит в число перечисленных в оригинальной редакции «Нового общего каталога».